# James Beck
För den amerikanske politikern, se James B. Beck.
James Beck, född 21 februari 1929 i Islington i norra London, död 6 augusti 1973 i Roehampton i London, var en brittisk skådespelare, mest känd för att ha spelat "fixaren" Joe Walker i den brittiska komediserien Krutgubbar (Dad's Army) från starten 1968 till sin död. Han avled i akut bukspottkörtelinflammation 44 år gammal. Hans rollfigur skrevs då ut ur TV-serien Krutgubbar, medan den i radioserien med samma namn övertogs först av Graham Stark och sedan av Larry Martyn.